# 138
Évszázadok: 1. század – 2. század – 3. század
Évtizedek: 80-as évek – 90-es évek – 100-as évek – 110-es évek – 120-as évek – 130-as évek – 140-es évek – 150-es évek – 160-as évek – 170-es évek – 180-as évek
Évek: 133 – 134 – 135 – 136 –  137 – 138 – 139 – 140 – 141 – 142 – 143

## Események

### Római Birodalom
- Kanus Junius Nigert (helyettese áprilistól M. Vindius Verus, októbertől P. Cassius Secundus) és Caius Pomponius Camerinus (helyettese P. Pactumeius Clemens és Marcus Nonius Mucianus) választják consulnak.
- Hadrianus császár kijelölt örököse, Lucius Aelius Caesar január 1-én a szenátusban tartandó beszéde előtt rosszul lesz és röviddel később meghal. A régóta betegeskedő Hadrianus Titus Aurelius Antoninust (Antoninus Piust) fogadja örökbe és nevezi ki utódjának.
- Hadrianus július 10-én meghal. A szenátus Antoninus Piust különösebb ellenállás nélkül választja császárnak. Hadrianust istenné avatják, bár a szenátus – amelynek hatalmát Hadrianus jelentősen megnyirbálta – ezt kezdetben megtagadja.
- Titus Haterius Nepos, Pannonia Superior kormányzója kiűzi a fosztogató szvébeket a provinciából.

## Születések
- Han Csi-ti, kínai császár
- Marcus Ummidius Quadratus Annianus, római politikus

## Halálozások
- január 1. – Lucius Aelius Caesar, római politikus
- július 10. – Hadrianus római császár (* 76)

## Fordítás
- Ez a szócikk részben vagy egészben  a(z)   138 című francia Wikipédia-szócikk ezen változatának fordításán alapul.  Az eredeti cikk szerkesztőit annak laptörténete sorolja fel. Ez a jelzés csupán a megfogalmazás eredetét és a szerzői jogokat jelzi, nem szolgál a cikkben szereplő információk forrásmegjelöléseként.